# Jonathan Nott
Jonathan Nott   (Solihull, 25 de desembre de 1962) és un director d'orquestra britànic.

## Biografia
Jonathan Nott es va formar en música vocal al National Opera Studio londinenc i fa el seu debut com a director d'orquestra el 1988 durant el Festival de Battignano a Itàlia. L'any següent és nomenat mestre de capella de l'Òpera de Frankfurt i del teatre nacional de Hesse Wiesbaden on desenvolupa un repertori d'òpera i de ballet clàssic, amb les grans obres de Mozart, Puccini o Verdi. Realitza en aquesta ocasió la integral el cicle de l'Anell del Nibelung de Richard Wagner.
Després és nomenat director musical de Teatre de Lucerna i director d'orquestra principal de l'Orquestra Simfònica de Lucerna. En els anys noranta, Jonathan Nott és igualment director convidat de nombroses orquestres alemanyes i europees com l'Orquestra Real de Concertgebouw, l'Orquestra Filharmònica de Londres, l'Orquestra Filharmònica de Múnic i l'Orquestra de París. Treballa igualment en l'enregistrament de diverses obres de György Ligeti amb l'Orquestra Filharmònica de Berlín.
El 1995, pren la direcció de l'Ensemble Intercontemporain a París, que dirigeix fins al 2000, abans de quedar com a principal director convidat. Des del 2000 fins al 2016 va dirigir l'Orquestra Simfònica de Bamberg. Nott explica així la seva relació amb aquesta orquestra alemanya: "Amb ells vaig créixer dirigint més de sis-cents concerts des de l'any 2000. Hi ha hagut de tot. Ens hem cridat, però també ens hem enamorat. I a la fi vam arribar a tal grau d'intimitat i entesa que sobraven les paraules".
Des de juliol de 2014 de Nott és director titular i assessor artístic de la Jove Orquestra Filharmònica Alemanya. El 28 de gener de 2015, és nomenat director artístic i musical de l'Orchestre de la Suisse Romande, càrrec de què va prendre possessió a partir del gener del 2017.

## Repertori
El repertori desplegat per Jonathan Nott a Bamberg va des dels clàssics vienesos a les obres mestres del segle xix i la modernitat clàssica fins a la música contemporània. Un dels objectius del seu treball artístic va ser la confrontació de l'obra simfònica de Franz Schubert, amb obres dels segles XX i XXI. El 2008 Jonathan Nott va interpretar a Bamberg les nou simfonies de Ludwig van Beethoven en quatre nits, el 2009, van dur a terme el cicle de simfonies de Johannes Brahms. En els anys següents l'obra de Gustav Mahler s'ha convertit en el focus dels seus programes i concerts, a Bamberg, així com actuant com a convidat amb orquestres internacionals interpretant les simfonies i cançons orquestrals. En el context de la Biennal de Bamberg de 2010 dirigeix les actuacions de Mahler de les simfonies núm. 8 (simfonia dels mil) i núm. 9, la Cançó de la terra i l'Adagio de la Simfonia inacabada núm. 10.
Les composicions amb la participació de la veu humana tenen un gran espai en el repertori de Jonathan Nott. Sota la seva direcció, la Simfònica de Bamberg ha interpretat al costat de les simfonies núm. 2, 3, 4 i la Cançó de la terra, treballs simfònics vocals de pes més gran, incloent-hi de Giuseppe Verdi la Missa de Rèquiem i el Rèquiem de Ligeti. També ha presentat en concert grans òperes, incloent-hi Fidelio de Beethoven i de Richard Wagner Tristan und Isolde, Das Rheingold, Die Walküre i Siegfried.

## Estil musical
Respecte a la seva forma d'entendre la interpretació musical, Nott explica: Per a mi és primordial trobar el cantabile, això que passa en el pas d'una nota a una altra, d'una frase a una altra, i fins i tot d'un moviment a un altre en una simfonia. Fer-ho sense que decaigui la tensió i mostrant que tot ve d'un lloc i avança cap a un altre. Això ho vaig aprendre des de molt petit amb el cant".
La formació en música vocal de Nott li fa tenir predilecció per dos compositors simfònics que destaquen en aquesta faceta: Schubert i Mahler. Nott ha arribat a ser un director "mahlerià", després de gravar per al segell Tudor les seves simfonies a excepció de la Desena, de la qual Mahler només deixà acabat un moviment. Nott diu de la seva relació amb el compositor: "A Mahler també vaig arribar a través del cant, ja que la seva música està molt relacionada amb la vocalitat com succeeix també amb Schubert. Em fascina la capacitat calidoscòpica de Mahler per barrejar-ho tot en les seves simfonies, tot i que em pertorba el seu món interior on res és el que sembla". També llança dos àlbums amb dues versions de la cançó de la terra en els segells Tudor i Sony -L'última davant de la Filharmònica de Viena amb el tenor Jonas Kaufmann cantant tot el cicle.
Un altre dels seus compositors favorits és Beethoven a qui aborda des d'un angle diferent de la majoria dels directors convencionals que sempre es decanten per versions clàssiques i equilibrades de les seves obres. Nott busca mostrar el costat tumultuós i esquerp del compositor que és el que ho mostra en la seva veritable essència i diu al respecte: "La Cinquena simfonia de Beethoven ha de ser una experiència impactant per al públic, en cas contrari estarem fent alguna cosa malament.
Com és natural després del seu pas per la direcció de l'Ensemble Intercontemporain, a París té gran inclinació cap a la música contemporània, de la qual diu: "Vaig créixer veient amb normalitat la música del meu temps. Sentint la seva necessitat i experimentant la seva capacitat expressiva. Fins i tot la meva relació com a director amb Ligeti, Boulez o Lachenmann m'ha permès escoltar a Beethoven, a Schubert o Mahler d'una altra manera "o" el so contemporani t'ajuda a ser flexible, a entendre la música com un balanç, com una improvisació, i a assumir nous riscos".

## Enregistraments
- Amb la Simfònica de Bamberg ha enregistrat l'integral de les Simfonies de Mahler i la Cançó de la Terra.
- Simfonia núm. 3 d'Anton Bruckner (primera versió 1873).
- La consagració de la primavera d'Ígor Stravinski i Simfonia en tres moviments.
- Sinfonietta, Taras Bulba, la Suite de Příhody lišky Bystroušky (La guineueta astuta) de Leoš Janáček.
- Amb l'Orquestra Simfònica de Bamberg va publicar una gravació completa de les simfonies de Schubert.
- Va publicar dos CD d'obres contemporànies, que inclouen composicions de Hans Werner Henze, Wolfgang Rihm, Jörg Widmann i Bruno Mantovani
- El 2013 publicà amb la Simfònica de Bamberg un CD d'àries de diverses òperes de Wagner amb Klaus Florian Vogt (tenor) i Camilla Nylund (soprano).